# Ossaea zvetankae
Ossaea zvetankae är en tvåhjärtbladig växtart som beskrevs av Boris Pavlov Kitanov. Ossaea zvetankae ingår i släktet Ossaea och familjen Melastomataceae. Inga underarter finns listade i Catalogue of Life.